# Det progressive arbejderparti
Det progressive arbejderparti (græsk: Ανορθωτικό Κόμμα Εργαζόμενου Λαού,Anorthotikó Kómma Ergazómenou Laoú,AKEL, (tyrkisk: Emekçi Halkın İlerici Partisi) er et cypriotisk kommunistisk parti, som i dag er det regerende politiske parti på Cypern. Det støtter et uafhængigt, demilitariseret og alliancefrit Cypern samt en føderal løsning på det indre aspekt af Cypern-problemet. Partiet lægger særlig vægt på en tilnærmelse til Cyperns tyrkiske befolkning. AKEL støttede den græsk del af Cyperns indtræden i EU, dog med visse forbehold.

## Historie
Det progressive arbejderparti, (AKEL) blev oprindeligt stiftet i 1926 under navnet Kommunistisk Parti i Cypern (CPC), som et modsvar til det britiske koloniherredømme over øen samt et selvstændigt Cypern. Efter nationalistiske optøjer i 1931 indførte den britiske kolonimagt restriktioner på civile rettigheder, og CPC blev dømt ulovligt. Medlemmerne gik under jorden, og partiet eksisterede derefter som en undergrundsbevægelse. I 1941 opstod partiet på ny under navnet AKEL (Det progressive arbejderparti) på initiativ af ledende gamle medlemmer og initiativtagere fra det gamle CPC. Ved det første kommunale valg i 1943 opstillede AKEL flere kandidater, og to blev valgt som borgmestre i Limassol (Ploutis Servas) og Famagusta (Adam Adamantos).
I modsætning til sin forgænger CPC, gik AKEL fra starten ikke ind for akut selvstændighed og Enosis. I stedet støttede AKEL en gradvis proces ved at starte med en forfatning og en regering med autonomi. Cypern ville forblive en koloni, og langsomt med sikkert opnå fuldt selvstyre, selvstændighed og Enosis. I 1949 samledes den rådgivende forsamling, bestående af Cyprioter og repræsentanter fra Storbritannien. Formålet var at diskutere og nå frem til en forfatning, som de cypriotiske medlemmer ville godkende. Forsamlingen kunne dog ikke enes og sluttede i en fiasko. AKEL ændrede derefter linje, og støttede fuldt ud selvstændighed og Enosis uden nogle mellemliggende etaper. 
I slutningen af halvtredserne, var AKEL imod de voldelige taktikker, som den anti-britiske modstandsbevægelse EOKA brugte. EOKA anklagede AKEL for at støtte briterne, selvom AKEL siden 1955 var dømt ulovligt af Storbritannien. Adskillige AKEL medlemmer AKEL-støtter blev myrdet af EOKA som "forrædere". Bl.a. blev et af AKELs kendte medlemmer, Savas Menikou, stenet til døde. AKEL anklagede EOKA's ledelse for at være anti-kommunistisk, da dets leder George Grivas havde kæmpet mod kommunisterne under den græske borgerkrig. Grivas grundlagde senere EOKA B. Efter hans død støttede den nye bevægelse i 1974 et statskup.
Fra omkring 1958 begyndte den tyrkisk-cypriotiske nationalistiske organisation TMT at tvinge tyrkisk-cypriotiske AKEL medlemmer ud af partiet. Redaktøren på en arbejderavis, Fazil Onder, blev dræbt og lederen af det tyrkiske-kontor forfolk (AKEL's fagforening) Ahmet Sadi flygtede til storbritannien.
Ved det første præsidentvalg for det uafhængige Cypern, støttede AKEL Ioannis Kliridis (far til Glafkos Klerides) som var imod Makarios III. Den sidste tyrkisk-cypriot, som var medlem af AKELs centralkomité var Dervis Ali Kavazoğlu. Han blev dræbt af TMT i 1965.
US State Department anslår at AKEL i 1960'erne havde omkring 10.000 medlemmer, svarende til 3,25% af befolkningen i den arbejdsdygtige alder). 
AKELs sekretærer:
- 1936-1945 Ploutis Servas
- 1945-1949 Fifis Ioannou
- 1949-1989 Ezekias Papaioannou (en veteran fra den spanske borgerkrig)
- 1989-2009 Dimitris Christofias
- 2009-I dag Andros Kyprianou

## Nyt
På parlamentsvalg den 27 maj, 2001, skal den part der vandt 34,7% af det populære afstemningen, og 20 ud af 56 pladser. Efter dette valg, blev AKEL's generalsekretær, Dimitris Christofias, valgt som formand for Repræsentanternes Hus, og indtil 2006 for første gang i Historie af Republikken Cypern. Ud over AKEL, blev han støttet af Bevægelsen for Social Demokratiet (EDEK) og Den Demokratiske Parti (DIKO).
Den koalition af de tre parter, fortsatte efter valget af Christofias som Parlamentet formand. I præsidentvalget i 2003, AKEL, DIKO og EDEK, opnåede valg af DIKO præsident, Tassos Papadopoulos formand for Cypern. Efterfølgende AKEL blev en aktiv del af den cypriotiske regering, med fire ministre.
Det er et medlem af Den Europæiske Venstrefløjs Fællesgruppe - Nordisk Grønne Venstrefløj i Europa-Parlamentet, og det betragtes som moderat Euroskeptiske. Cypern tiltrådte EU i 2004. I sidste valg til Europa-Parlamentet, AKEL valgt 2 medlemmer; Adamos Adamou og Kyriacos Triantaphyllides.
AKEL forblev det største politiske parti på øen i 2006 cypriotiske parlamentsvalg.
I anden runde af præsidentvalget blev afholdt den 24 feb 2008, AKEL's generalsekretær Dimitris Christofias blev valgt til præsident for republikken Cypern.